# 中车广东轨道交通车辆
中車廣東軌道交通車輛有限公司（英語：CRRC Guangdong Co., Ltd.），简称“中車廣東公司”、“中車廣東”，是广东省江门市新会区的轨道交通装备制造业企业，为中车青岛四方机车车辆股份有限公司的控股子公司。

## 历史
2009年，中国南车集团与广东省政府签订战略发展协议，将在珠三角地区建设大功率机车、城际轨道动车组、城轨地铁系统与关键零部件生产基地。2010年初，基地落户江門市新會区广东轨道交通产业园。
2010年6月1日，广东南车轨道交通车辆有限公司正式挂牌成立，南车南京浦镇车辆有限公司占股51%，广东省铁路建设投资集团有限公司占股49%。同年9月25日，广东南车轨道交通车辆修造基地开工。
2012年12月，广东南车修造基地一期工程建成投入使用。2013年1月13日，中国南车确定广东南车公司党委和经营班子按中国南车一级子公司班子进行管理。
2013年5月28日，广东南车首列CRH6A型动车组顺利下线。前几列动车组的生产技术由其他公司平移完成，总装调试制造技术由四方股份公司主导与浦镇公司共同向广东南车平移，而车体制造和转向架组装技术平移由浦镇公司主导与四方股份公司来完成。2014年5月24日，由广东南车自主生产的首列CRH6A型动车组顺利下线。2014年12月5日，广东南车首列地铁车辆——东莞2号线列车完成组装、调试工作。
2015年9月29日，广东南车制造的CRH6A城际动车组获得国家铁路局颁发的“CRH6A型电力动车组制造许可证”。12月17日，公司生产的首列CRH6A型动车组正式交付，将投入莞惠城际铁路运营。
随着中国中车成立，公司于2016年2月23日更名为中車廣東軌道交通車輛有限公司。
由于中车广东公司尚未具备成熟条件申请动车组型号许可，此前主要通过与青岛四方公司开展项目合作的方式，获得CRH6A型、CRH6F型等城际动车组的制造许可，无法有效保障中车广东公司拥有足够丰富的产品线及灵活的生产能力。2019年12月，中车广东公司完成股权调整，中车青岛四方机车车辆股份有限公司股比为51%，广东省铁路建设投资集团有限公司股比为35%，中车南京浦镇车辆有限公司股比为14%。调整后，中车四方成为中车广东的大股东，中车广东亦将获得中车四方的技术支持及列车制造型号许可。
2025年7月10日，港铁公司与中车青岛四方、广东铁投和中车南京浦镇签署合作协议，计划通过子公司港铁（北京）投资有限公司投资中车广东公司。待交易审批通过后，港铁将持有中车广东公司的股权。

## 业务
公司现时拥有城际动车组新造、城市轨道交通列车新造、动车组检修、延伸服务四大主营业务板块。
公司位于江门站旁，设有连接车站货场的联络线，可供列车转运。

### 动车组生产
公司目前拥有和谐号CRH6型电力动车组（CRH6A、CRH6A-A、CRH6F、CRH6F-A）的生产资质，现时为中国华南地区唯一具备和谐号电力动车组生产资质的企业。
主要用户有：
- 珠三角城际公司：穗深城际列车、广肇城际列车、广惠城际列车、广清城际列车、广州东环城际列车
- 广珠城际公司：广珠城际列车、珠机城际列车
- 深茂铁路公司：深湛铁路列车

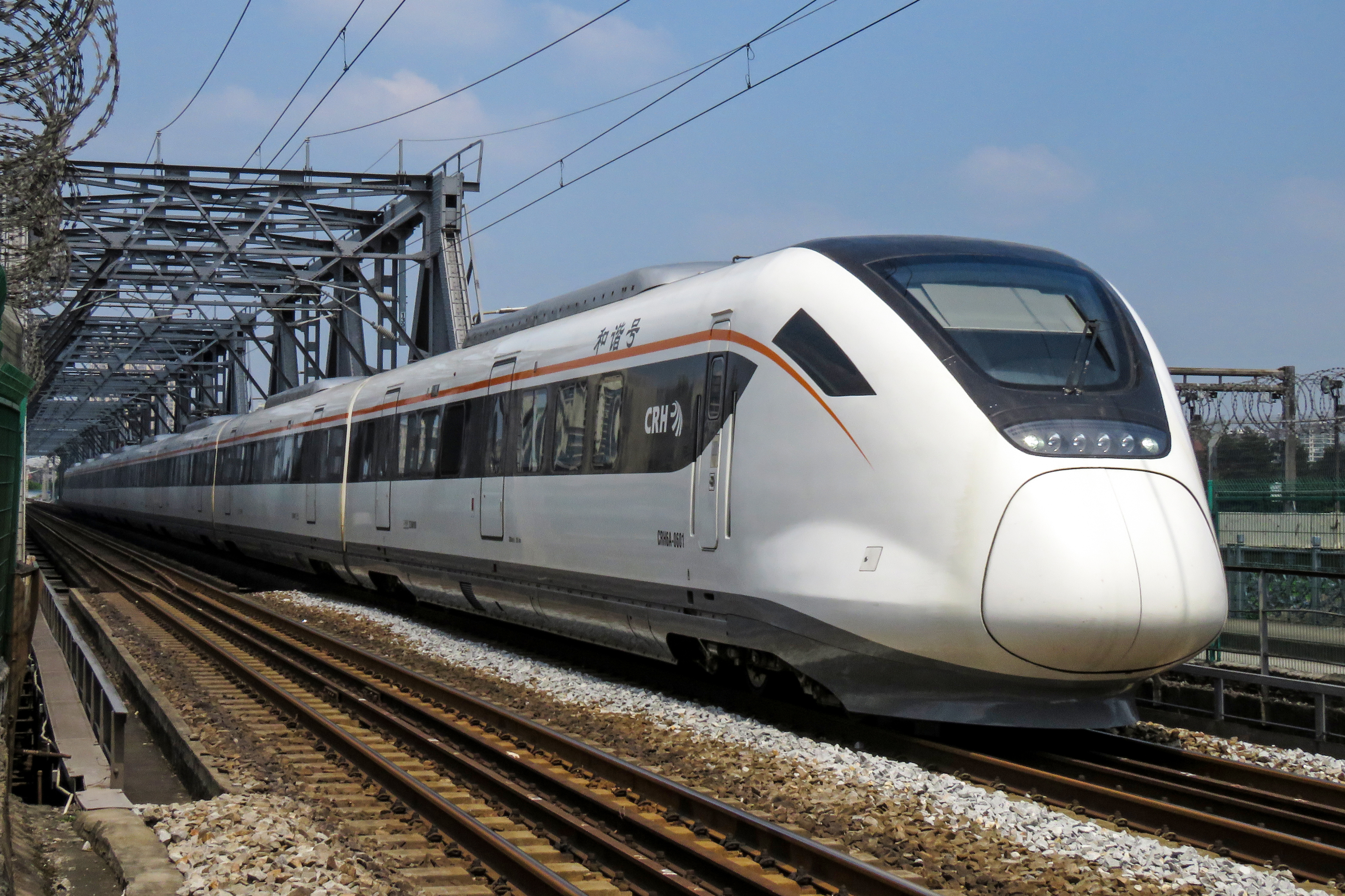
运行于广佛肇城际的CRH6A-0601
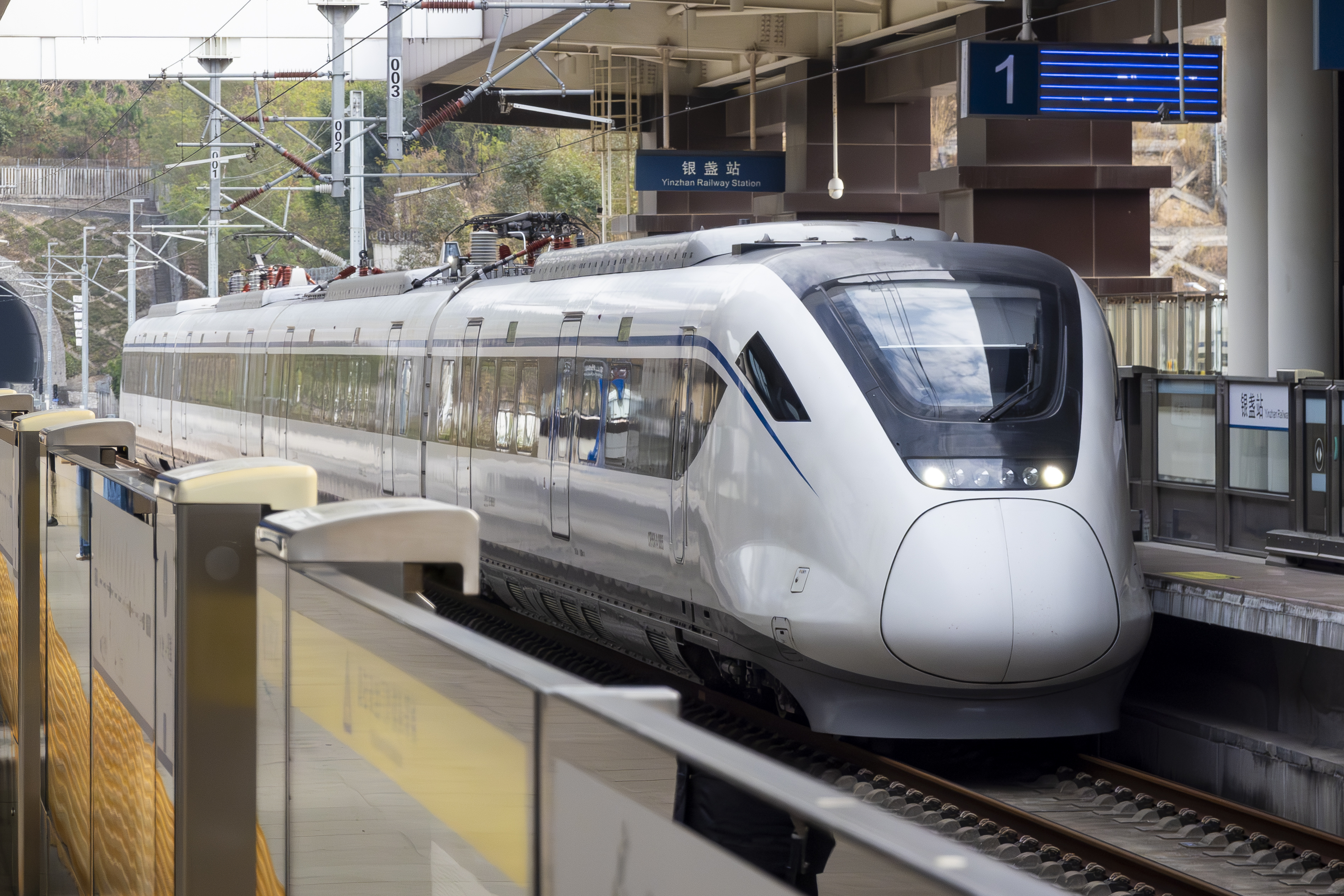
运行于广清城际的CRH6A-A-0665

### 城轨列车生产
公司具备A型、B型、直线电机型城轨列车的生产及维修能力。2023年4月21日，中车广东公司第1,000辆地铁下线，為东莞市轨道交通2号线增购项目。
主要用户有：
- 广州地铁集团：广州地铁5号线东延段列车、广州地铁6号线增购列车
- 东莞轨道交通公司：东莞轨道交通2号线列车、东莞轨道交通2号线增购列车
- 佛山地铁集团：佛山地铁3号线列车[註 1]
- 深圳市地铁集团：深圳地铁3号线增购列车、深圳地铁6号线列车、深圳地铁12号线列车
- 港铁（深圳）：深圳地铁13号线列车

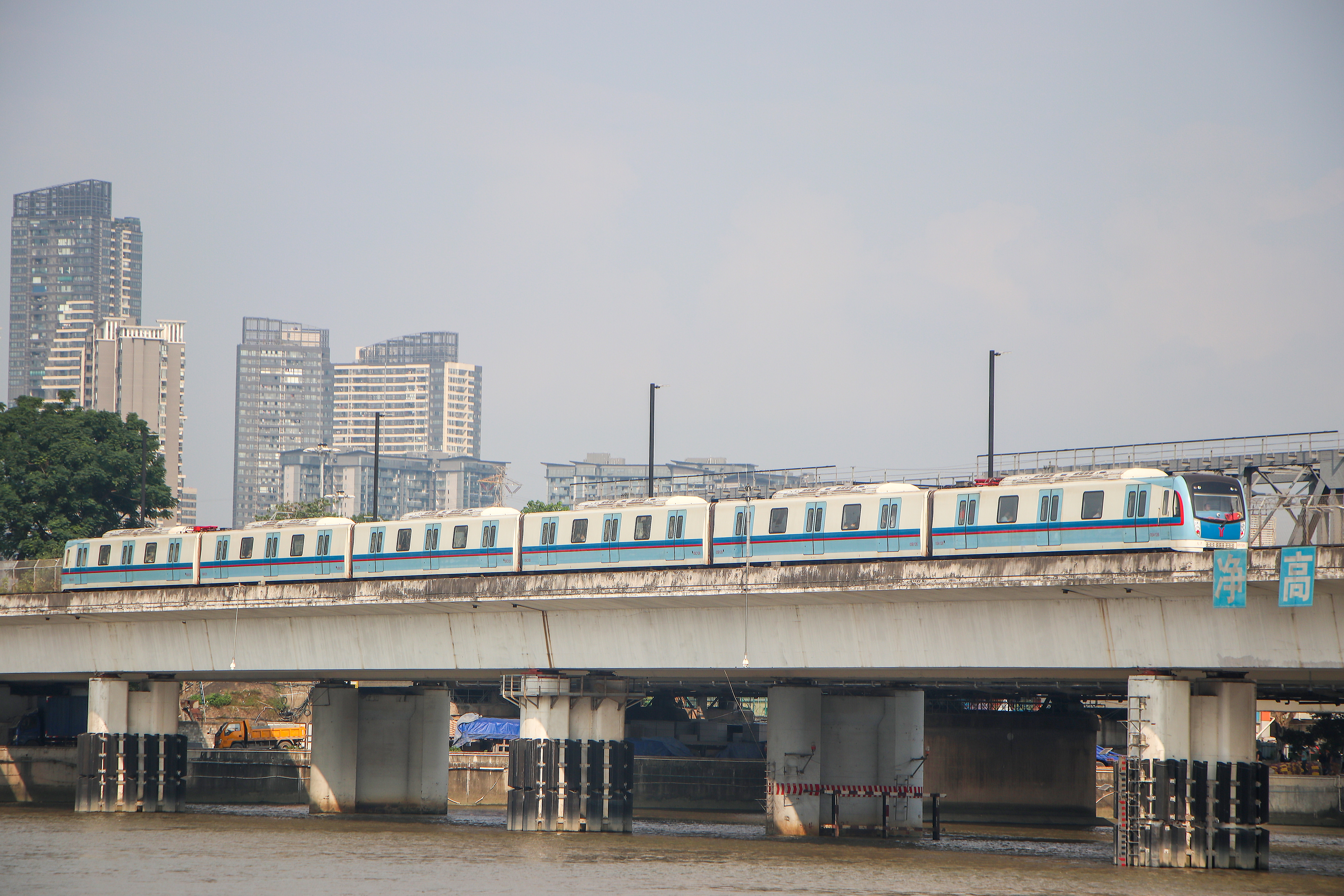
广州5号线东延段列车
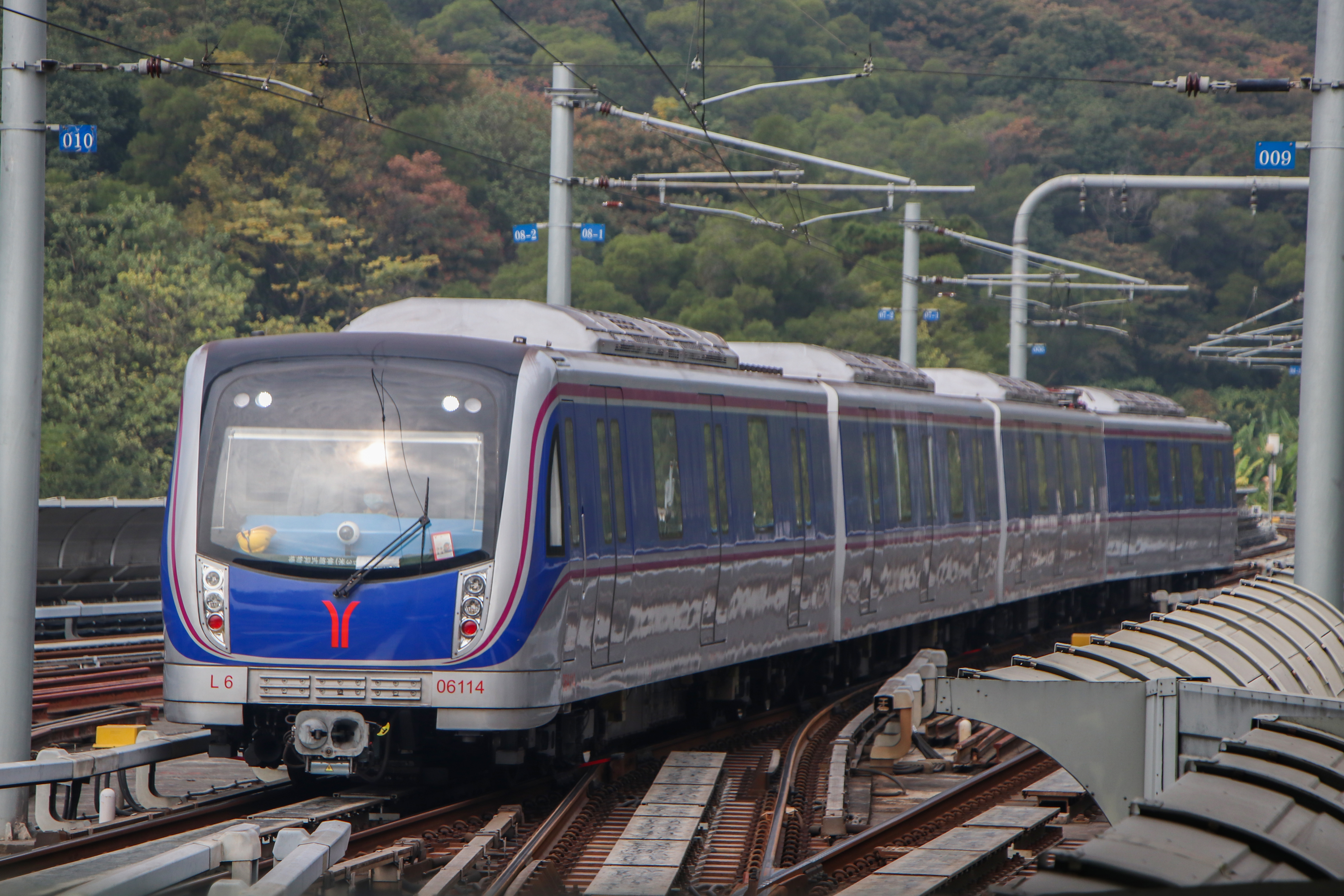
广州6号线增购列车
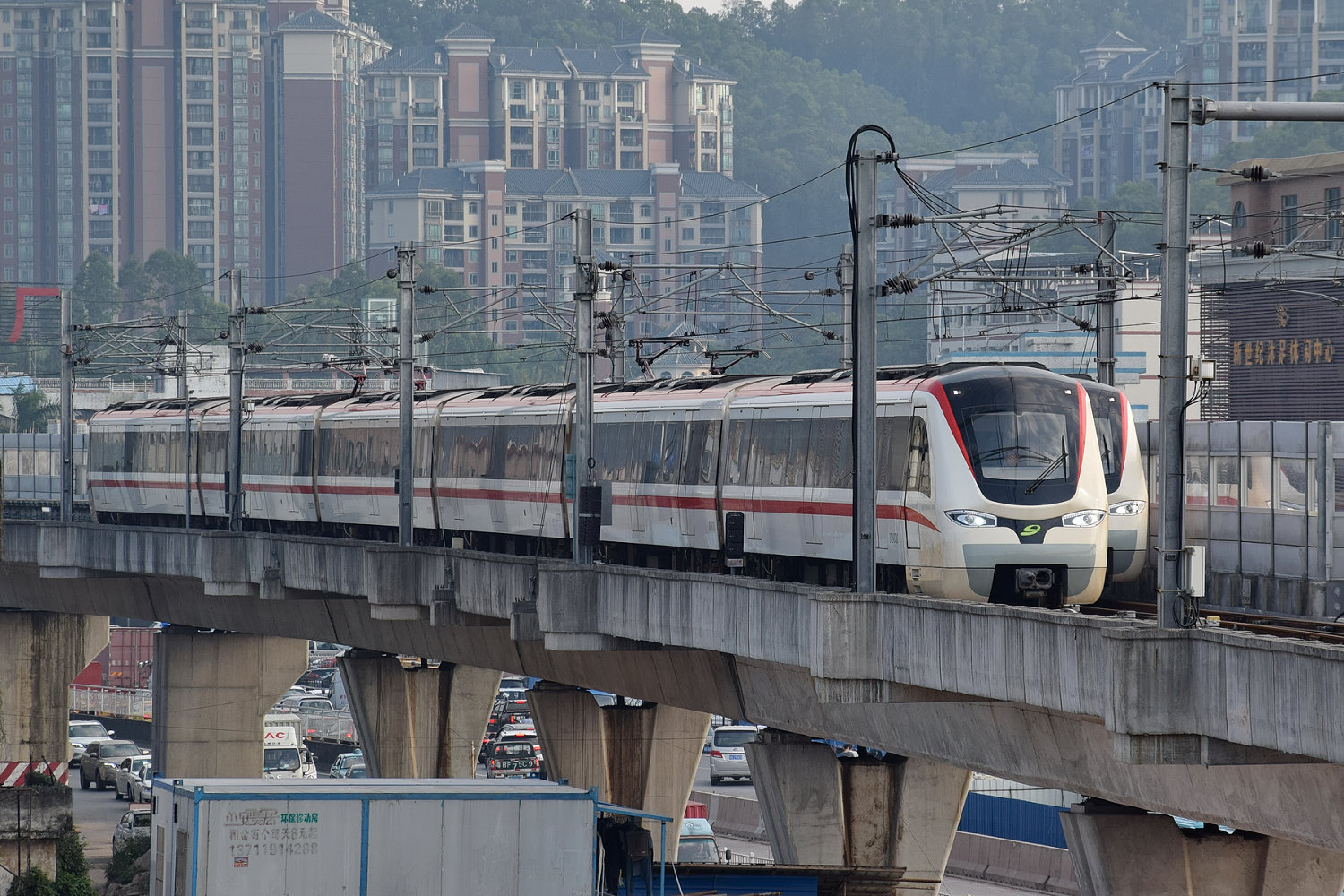
东莞2号线列车
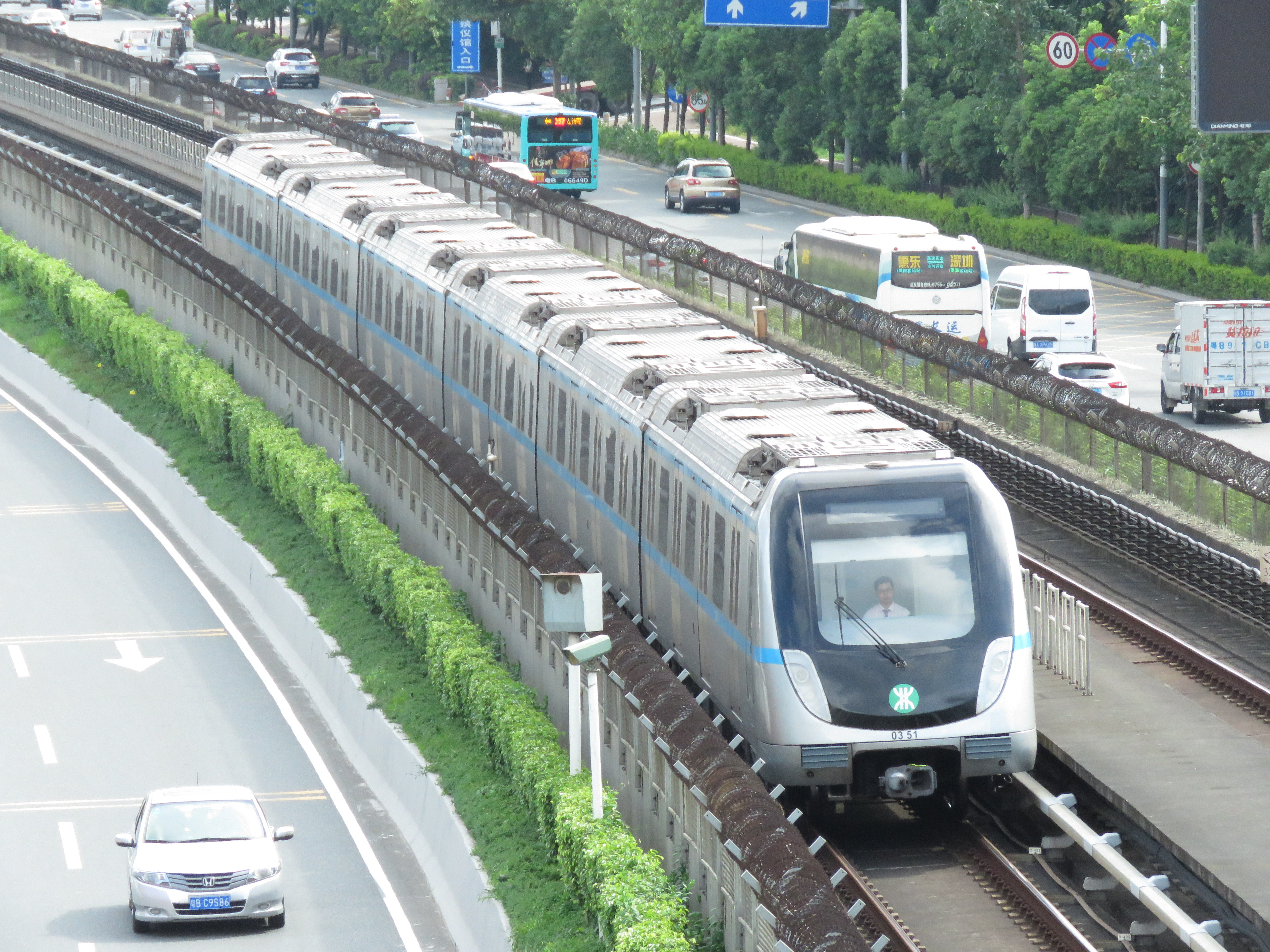
深圳3号线增购列车
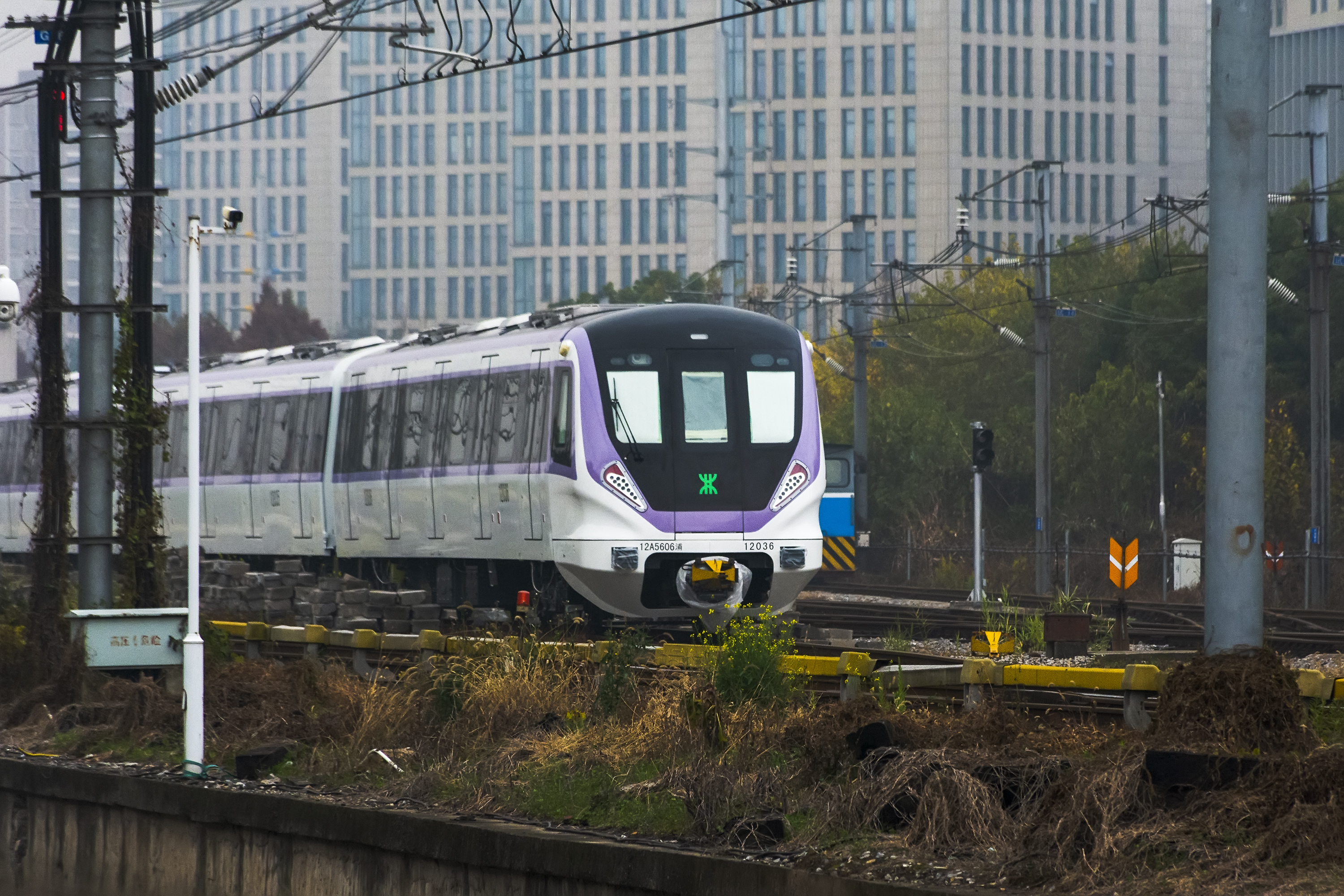
深圳12号线列车

### 动车组检修
公司具备各型动车组和城市轨道交通车辆检修能力。截至2023年，公司已获得三级修维修资质的车型有CRH2A、CRH6A、CRH6F、CRH6F-A、CRH380A，动车组四级修维修资质覆盖CRH2A、CRH380A、CRH6A、CRH6F平台动车组；公司还具备CRH6A、CRH2A、CRH380A平台动车组轮对分解检修资质和动车组齿轮箱分解检修资质。